# Zaitunia monticola
Zaitunia monticola är en spindelart som först beskrevs av Sergei Aleksandrovich Spassky 1941.  Zaitunia monticola ingår i släktet Zaitunia och familjen Filistatidae. Inga underarter finns listade i Catalogue of Life.